# Reuss-Ebersdorf
Reuss-Ebersdorf va ser un comtat sobirà i des de 1806 un principat localitzat a Alemanya. Els comtes de Reuss-Ebersdorf pertanyeren a la línia menor de Reuss. Reuss va formar part successivament del Sacre Imperi Romanogermànic, la Confederació del Rin, la Confederació Germànica, la Confederació Alemanya del Nord, l'Imperi alemany i la República de Weimar abans de convertir-se en part de l'estat de Turíngia en 1920.

## Història
Després de la mort del comte sobirà Enric X de Reuss-Lobenstein en 1671, Reuss-Lobenstein va ser governat conjuntament pels seus tres fills Enric III, Enric VIII i Enric X. En 1678 Reuss-Lobenstein va ser dividit romanent Enric III com Conde de Reuss-Lobenstein, Enric VIII convertint-se en comte de Reuss-Hirschberg i Enric X convertint-se en Comte de Reuss-Ebersdorf.
En 1806 el títol de comte de Reuss-Ebersdorf va ser elevat al de príncep. En 1824, després de la mort d'Enric LIV de Reuss-Lobenstein, Enric LXXII de Reuss-Ebersdorf el va succeir i va prendre el títol de príncep de Reuss-Lobenstein-Ebersdorf. El príncep Enric LXXII va romandre com a príncep de Reuss-Lobenstein-Ebersdorf fins a la seua abdicació en 1848 en favor del príncep de Reuss-Schleiz.
Enric XXIV va ser el pare de la comtessa, després princesa Augusta de Reuss-Ebersdorf, àvia materna de la reina Victòria del Regne Unit i mare del rei Leopold I de Bèlgica.

## Governants de Reuss-Ebersdof
Comtes Sobirans de Reuss-Ebersdorf (1678-1806)
- Enric X, 1678-1711
- Enric XXIX, 1711-47
- Enric XXIV, 1747-79
- Enric LI, 1779-1806

Elevat a principat, 1806
Prínceps de Reuss-Ebersdorf (1806-24)
- Enric LI, 1806-22
- Enric LXXII, 1822-24

Succeït com Príncip de Reuss-Lobenstein-Ebersdorf, 1824
Prínceps de Reuss-Lobenstein-Ebersdorf (1824-48)
- Enric LXXII, 1824-48

Absorbit per Reuss-Schleiz, 1848